# Marthasville
Marthasville è un comune degli Stati Uniti d'America, situato nello Stato del Missouri, nella contea di Warren.